# ناظم شط البصرة
ناظم شط البصرة هو آخر منشأ في قاطع المصب العام وظيفته الرئيسة تمرير مياه البزل باتجاه خور الزبير ثم إلى الخليج ومنع رجوع مياه البحر المالحة إثناء عملية المد إلى أعالي الجزء الجنوبي في البصرة. وان من الفوائد الأخرى لهذا الناظم هو رفع مناسيب مقدم الناظم للاستفادة منه بتنمية الثروة السمكية والأغراض الصناعية. أُنشئَ المشروع في ثمانينيات القرن الماضي ثم تعرض للتدمير في حرب أم المعارك سنة 1991، وأحيل المشروع عام 2013 وتوقف العمل فيه عام 2015 بسبب الأزمة الاقتصادية ثم استؤنف العمل نهاية عام 2018. وأُعيدَ تأهيله في 7 /4/ 2021.